# طارق التلمساني
طارق التلمساني (22 أبريل 1950 -) هو مدير تصوير وممثل مصري.

## حياته ونشأته
ولد في 22 أبريل 1950 في القاهرة،

## أعماله
عمل كمدير تصوير بالعديد من الأفلام المصرية الهامة مثل أيام الرعب، والمواطن مصري، وعرق البلح، وأيام السادات، وبحب السيما، وقص ولزق . كذلك شارك بالتمثيل في العديد من الأعمال الفنية مثل أفلام السلم والثعبان، وقضية أمن دولة، وأستغماية، ومسلسلات مثل مسألة مبدأ، ولقاء على الهواء، ومحمود المصري، ولحظات حرجة، أوقات فراغ، وجبل الحلال.

## روابط خارجية
- طارق التلمساني على موقع أرشيف الشارخ.
- طارق التلمساني على موقع IMDb (الإنجليزية)
- طارق التلمساني على موقع الدهليز
- طارق التلمساني على موقع قاعدة بيانات الأفلام العربية
- طارق التلمساني على موقع أول موفي (الإنجليزية)
- طارق التلمساني على موقع قاعدة بيانات الفيلم (الإنجليزية)
- طارق التلمساني على موقع كينوبويسك (الروسية)